# Ufologi
Ufologi er studiet af ufo-rapporter, -syn og andre relaterede fænomener.
| Pseudovidenskab | Spire Denne artikel om pseudovidenskab er en spire som bør udbygges. Du er velkommen til at hjælpe Wikipedia ved at udvide den. |